# Великі протичовнові кораблі проєкту 1134Б
Великі протичовнові кораблі проєкту 1134Б (шифр «Беркут-Б», англ. Kara class за класифікацією НАТО) — серія радянських протичовнових кораблів океанської зони, розвиток проєкту 1134А. У 1970-х роках на миколаївському Суднобудівному заводі імені 61-го Комунара були побудовані сім кораблів цього проєкту. За західними класифікаціями належать до крейсерів класу Kara.

## Бойове призначення
Згідно з тактико-технічними завданнями (ТТЗ), великі протичовнові кораблі проєкту 1134Б («Беркути-Б») були призначені для бойової служби у віддалених районах Світового океану із завданням пошуку, виявлення і знищення атомних ракетних підводних човнів ймовірного противника. З цією метою кораблі мали входити до складу тактичних груп однорідних і різнорідних протичовнових сил, надаючи їм бойову стійкість. Для вирішення поставлених завдань великі протичовнові кораблі оснащувалися новітніми засобами виявлення і знищення підводних човнів, а універсальний зенітно-ракетний комплекс «Шторм» слугував засобом зональної протиповітряної оборони для всього з'єднання. Діючи в складі корабельних протичовнових груп (КПУГ), кораблі проєкту за відсутності важких авіаносних або протичовнових крейсерів були їхнім бойовим ядром. Завдання боротьби з корабельними ударними угрупованнями противника в ТТЗ цим кораблям не ставилося.
Спочатку передбачалося, що «Беркути-Б» будуть діяти в групі з двох великих протичовнових кораблів (ВПК) проєкту 1134Б або в комбінації з кораблем проєкту 1134А, а також одного — двох ВПК проєкту 61 або сторожових кораблів проєкту 1135. До такої КПУГ також мав включатися малий протичовновий корабель проєкту 1124 з потужною опускаємою ГАС «Шелонь», але через те, що на практиці МПК мали низьку мореплавність і не були здатні тривалий час брати участь у протичовновому пошуку в умовах відкритого штормового моря, від включення їх до складу КПУГ на бойовій службі відмовилися. В умовах бойової служби спостерігати більше одного-двох кораблів з сімейства «Беркутів» разом можна було рідко, найчастіше на великих військово-морських навчаннях. Протягом служби призначення кораблів проєкту зазнало низку змін.

## Історія проєктування
У жовтні 1964 року було затверджене тактико-технічне завдання на проєкт корабля ППО/ПЧО з котлотурбінною енергетичною установкою. Розробка його велась ЦКБ-53 в рамках проєкту 61А. Однак після розгляду ескізного проєкту 61А в квітні 1966 року Міністерство суднобудівної промисловості СРСР і ВМФ СРСР ухвалили спільне рішення затвердити основні елементи корабля ППО/ПЧО з газотурбінною енергетичною установкою і посиленим зенітним ракетним і артилерійським озброєнням на базі і з використанням робочих креслень великого протичовнового корабля проєкту 1134А, але з низкою конструктивних змін. Розробка технічного проєкту (оминаючи стадію ескізного) нового протичовнового корабля, який отримав індекс 1134Б, була доручена Північному проєктно-конструкторському бюро в Ленінграді, роботи були розпочаті в травні 1966 року. Головним конструктором був призначений В. Ф. Анікієв, його заступником А. М. Кожевников. Спостерігачем від ВМФ став капітан 2 рангу О. Т. Сафронов, пізніше — капітан 2 рангу М. О. Янчевський, ще пізніше — капітан 2 рангу А. Ф. Нікольський. У листопаді 1967 року головним конструктором проєкту був призначений головний конструктор Північного проєктно-конструкторського бюро О. К. Перьков, заступниками головного конструктора — М. Г. Гольберг і В. А. Івойлов.
Розробка технічного проєкту 1134Б була «виключно творчим процесом для колективу Північного ПКБ, підприємств-контрагентів, науково-дослідних інститутів промисловості і ВМФ». Головнокомандувач ВМФ С. Г. Горшков відвідував Північне ПКБ і заслуховував доповіді про те, як просувається процес проєктування, радився з керівництвом бюро і провідними фахівцями про заходи з підвищення бойових і експлуатаційних якостей проєкту. У ході таких відвідувань приймалися рішення з уточнення затвердженого завдання на проєктування кораблів проєкту 1134Б.
Проєкт 1134Б розроблявся з урахуванням нових нормативних вимог і правил проєктування надводних кораблів, прийнятих уже після розробки проєкту 1134А. Перші робочі кресленики (для розбивки плазу) конструкторське бюро почало поставляти заводу-будівникові в четвертому кварталі 1966 року. Технічний проєкт корабля був остаточно затверджений 27 листопада 1967 року. Перед видачею теоретичного кресленика, за узгодженням із Військово-Морським Флотом, з метою створення резерву площі і зниження затісненості приміщень, корабель був подовжений на 2 метри чотирма вставками по довжині корпусу зі шпацією 500 мм. Поставка робочих креслеників корпусу була закінчена переважно у 1967 році, після цього широко розвернувся випуск робочих креслень з інших спеціалізацій. При розробці робочих креслень конструкторам вдалося вирішити давню проблему радянських суднобудівних конструкторських бюро — провести розробку суміщених узгоджених креслеників для запобігання переробкам на кораблі при монтажі обладнання, суднових систем і кабелів з причини їхньої взаємної накладки на місці через відсутність детальних розмірів у робочих креслениках.
У новому проєкті порівняно з проєктом 1134А були збільшені головні розміри корпусу. Засоби гідроакустики і ПЧО були залишені у тому ж складі, але вогневі засоби були посилені за рахунок установки нового зенітно-ракетного комплексу самооборони «Оса-М» і заміни 57-мм артилерійського комплексу АК-725 на 76-мм АК-726. На кораблі встановлювалися перспективні пускові установки універсального ЗРК «Шторм» Б-192 конвеєрного типу, частково було замінене комплектуюче устаткування. Вже після розгляду технічного проєкту, до складу озброєння були додатково включені 30-мм шестиствольні зенітні автомати АК-630 з системою управління артилерійським вогнем МР-123 «Вимпел» і гідроакустична станція МГ-325 «Вега» з буксируваною антеною і опускаємою антеною змінної глибини. Під час проєктування в проєкт вносилися доповнення, не передбачені тактико-технічним завданням: були додані системи взаємного обміну інформацією між кораблями, обробки інформації та видачі цілевказівки зброї, навігаційна РЛС «Дон», комплекс «Салгір», нові засоби радіоелектронної боротьби і зв'язку. На корпусах валопроводів і обтічників ГАС встановлена електроізоляція.

## Програма будівництва

### Будівництво
Будівництво великих протичовнових кораблів проєкту 1134Б велося на Суднобудівному заводі імені 61 Комунара в Миколаєві. Вибір як місця будівництва заводу ім. 61 Комунара був обумовлений наявністю у підприємства досвіду будівництва перших у світі серійних кораблів з газотурбінною енергетичної установкою — великих протичовнових кораблів проєкту 61, а також відносною близькістю заводу-виробника газотурбінних двигунів — виробничого об'єднання «Зоря» (Миколаїв).
Головний корабель проєкту був закладений на другому стапелі заводу. Закладка наступних кораблів відбувалася після спуску на воду попереднього корпусу в той же день і на тому ж стапелі. Стапельний період тривав від десяти місяців до півтора років. Будівництво кораблів на стапелі велося блоковим способом, але з урахуванням особливостей збирання секцій на похилому стапелі: стикування блоків і секцій здійснювалося приспуском їх на стапелі, а з'єднання — виконанням єдиного блокового кільцевого шву автоматичного зварювання.
При підготовці до спуску зі стапеля головного корабля серії (будівельний номер С-2001) був застосований винахід корабелів заводу: замість насалювання полозів стапелю, під спускові полози встановлювалися щити товщиною 22 мм із спеціального антифрикційного пластмасового матеріалу, на які наносився тонкий шар авіаційного мастила ЦИАТИМ-201. Застосування таких щитів при спуску кораблів на воду дозволило значно спростити і здешевити його.
Корпуси кораблів проєкту 1134Б спускалися на воду без носового обтічника гідроакустичної станції «Титан-2», обтічника ГАС «Хоста» і гребних гвинтів, аби уникнути пошкодження їх при спуску. Установка гвинтів і бульба здійснювалася при спеціальному докуванні корабля в процесі добудови. Докування проводилося досить оригінальним способом: через те, що заводський плавучий док не був розрахований на кораблі настільки великої водотоннажності, докові роботи проводили у два прийоми — спочатку докувалася носова частина корпусу, корма при цьому підтримувалася на плаву за допомогою додатково заведених понтонів, потім корабель виводився з плавучого доку, де встановлювався новий набір кільблоків для кормової частини, понтонами підтримувалася носова частина, а в доці встановлювалися гребні гвинти. Таким же чином, в два етапи, фарбували днище. Через те, що кораблі здавалися в кінці року за несприятливих погодних умов, їхнє фарбування переносилося на наступний рік.

### Випробування

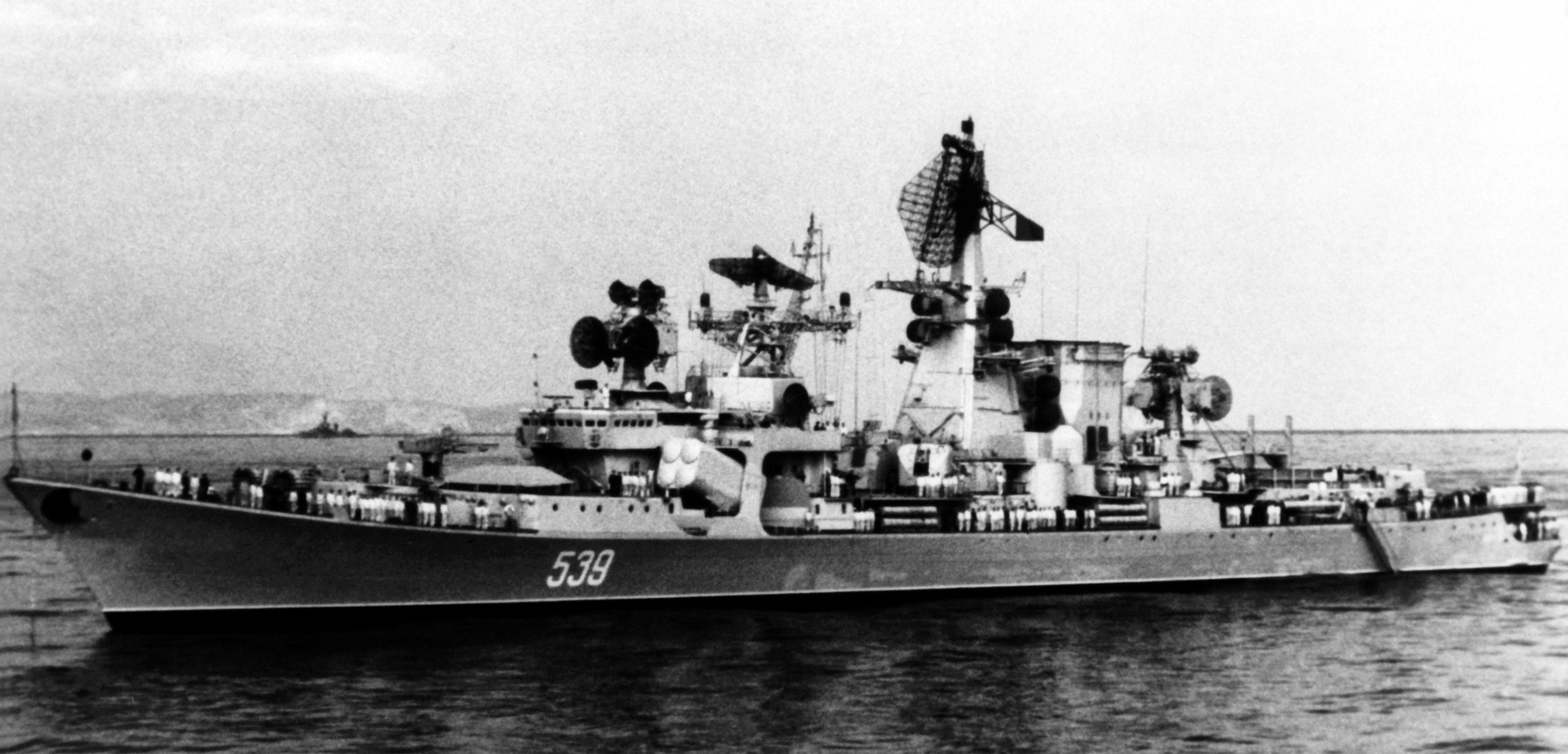
Головний корабель серії «Миколаїв»

Після виконання докових робіт проводилися швартовні випробовування, в ході яких здійснювалася перевірка всіх систем, пристроїв і механізмів (включаючи головні) біля заводського причалу. Наступним етапом були заводські (ходові) випробування, на яких проводилося регулювання і налагодження систем, комплексів, пристроїв і механізмів на ходу корабля, а також відстріл усіх видів зброї (практичні стрільби) для перевірки міцності фундаментів.
На державних випробуваннях — наступному етапі — перевірялися тактико-технічні елементи корабля, працездатність корабельної зброї, механізмів, пристроїв, систем, комплексів, технічних засобів, умови мешкання екіпажу. Головний корабель проєкту проходив також морехідні (штормові) випробування. У процесі державних випробувань проводилися всережимні випробування головних двигунів, допоміжних механізмів і пристроїв, автоматики та електрообладнання, визначалися резерв потужності головної енергетичної установки (ГЕУ) на бойовому режимі (для всіх кораблів він склав 70-80 %), швидкість повного ходу і оперативно-економічна швидкість, дальність плавання, маневрені характеристики ГЕУ, перевірялися готовність ракетної зброї до бойового використання, здатність радіолокаційного озброєння виявляти і розрізняти повітряні та морські цілі, видавати цілевказівки зброї корабля, керувати стрільбою зенітної артилерії. У ході державних випробувань було з'ясовано, що кораблебудівна частина на всіх кораблях відповідала технічним умовам.
Завершальним етапом державних випробувань кораблів було комплексне тактичне навчання з перевірки бойових засобів корабля з пошуку, стеження, атаки підводного човна в умовах відбиття атак авіації, ракетних і торпедних катерів. Тактичне навчання зазвичай включало такі елементи:
1. пошук і атака підводного човна проєкту 613 з застосуванням РБУ-6000;
2. відбиття атак з повітря — ракетна стрільба носовим і кормовим ЗРК «Шторм» по двох радіокерованих мішенях на низьких висотах, ракетна стрільба по парашутній мішені;
3. морський бій — ракетна стрільба ПКРК «Шторм» по морській цілі;
4. відбиття атаки торпедних катерів — ракетна стрільба ЗРК «Оса-М», артилерійська стрільба комплексом АК-726 по морській цілі;
5. стрільба комплексом постановки хибних цілей ПК-2;
6. боротьба за живучість і захист від зброї масового ураження.

Загальна тривалість будівництва кораблів становила від трьох років і одного місяця до чотирьох років і одного місяця, найдовше будувався «Таллін», швидше за всіх — «Ташкент», в середньому будівництво з моменту закладки кіля до підписання приймального акта займало близько трьох з половиною років.
| Назва Зав. №            | Старший будівник  | Дата закладки     | Спуск на воду     | Заводські випробування, пройдено миль | Державні випробування, пройдено миль | Включення у склад ВМФ |
| ----------------------- | ----------------- | ----------------- | ----------------- | ------------------------------------- | ------------------------------------ | --------------------- |
| «Миколаїв» С-2001       | Ф. М. Родрігес    | 25 червня 1968    | 19 грудня 1969    | 53 доби, 4480                         | 3 грудня 1971, 3508                  | 31 грудня 1971        |
| «Очаків» С-2002         | В. М. Калінін     | 19 грудня 1969    | 30 квітня 1971    | 49 діб, 3344                          | 23 вересня 1973, 3637                | 4 листопада 1973      |
| «Керч» С-2003           | Ф. М. Родрігес    | 20 квітня 1971    | 21 липня 1972     | 41 доба, 4200                         | 4 листопада 1974, 5794               | 25 грудня 1974        |
| «Азов» С-2004           | В. М. Калінін     | 21 липня 1972     | 14 вересня 1973   | 30 діб, 2472                          | 13 листопада 1972, 2965              | 25 грудня 1975        |
| «Петропавловськ» С-2005 | В. Ф. Погребняк   | 14 вересня 1973   | 22 листопада 1974 | 23 доби, 1805                         | 3 грудня 1976, 2650                  | 29 грудня 1976        |
| «Ташкент» С-2006        | В. М. Калінін     | 22 листопада 1974 | 5 листопада 1975  | 27 діб, 1993                          | 17 грудня 1977, 2296                 | 31 грудня 1977        |
| «Таллін» С-2007         | О. М. Александров | 5 листопада 1975  | 5 листопада 1976  | нема даних                            | 28 грудня 1979                       | 31 грудня 1979        |

## Особливості конструкції і озброєння

### Загальні кораблебудівні елементи, корпус, надбудова

#### Кораблебудівні елементи
- Стандартна водотоннажність — 6670-7010 (6700) т;
- Нормальна водотоннажність — 7605-7950 (7630) т;
- Повна водотоннажність — 8505-8900 (8565) т;
- Довжина найбільша/по конструктивній ватерлінії, м — 173,2-173,4 (173,4) / 161,9-162,0 (162,0 м);
- Висота борту в носовій частині, на міделі і в кормі, м — 14,69-14,72 м (14,7 м) / 10,2-10,3 (10,3) / 8,5-8,51 (8,5);
- Осадка середня при нормальній та повній водотоннажності, м — 5,29-5,5 (5,3) / 5,7-5,9 (5,7);
- Габаритна осадка (з бульбом) при повній водотоннажності, м — 7,78-8,16 (7,8);
- Виступаючі за кіль частини, м
  - Обтічник ГАС МГ-332 «Титан-2» — 2,0;
  - Гвинти — 0,65-1,05;
  - Стерно — 0,4-0,5;
- Загальна висота рангоуту від основної площини, м — 39,2—41,8;
- Коефіцієнт загальної повноти — 0,5.

Примітка: У дужках наведені проєктні значення.

#### Мореплавність і маневрені характеристики
Кораблі проєкту 1134Б мають необмежену морехідність. Використання ракетної зброї можливе при хвилюванні моря до 5 балів, швидкості вітру до 20 м/с, при крені 12° — 15°, диференті 5° — 8°. Непотоплюваність корабля гарантовано забезпечується при затопленні трьох будь-яких суміжних відсіків.
| Запас плавучості, т                                                      | 13 340—13 485 | 12 595    | 11 590    |
| Остійність, початкова поперечна метацентрична висота (проєктні значення) | 1,0—1,11      | 1,45—1,57 | 1,53—1,87 |

Час до повної зупинки корабля з моменту подачі команди «повний задній хід» на повному передньому ходу становить 122—160 с, а пройдена за цей час відстань — 4,9-5,1 довжин корабля. Час до повної зупинки з моменту подачі команди «повний передній хід» на повному задньому ходу становить 80-105 с, пройдена відстань — 1,7-2,6 довжин корабля. Діаметр циркуляції на повному передньому ходу при куті перекладки руля 35° при нормальній водотоннажності становить 4,6-5,9 довжин корабля, при цьому максимальний кут крену становить 8° − 10°. Мінімальна швидкість керованості на передньому ходу — 5,0-5,5 вузлів.

#### Конструкція корпусу
Застосування в проєкті 1134Б нової головної енергетичної установки та встановлення нових видів озброєнь призвели до зміни (хоча і незначної) загального компонування корабля в порівнянні з прототипом — ВПК проєкту 1134А. Головні розміри збільшилися в довжину на 12 м, в ширину на 0,6 м, корабель отримав подовжений бак, розвиненіші надбудови (їх об'єм зріс на 38 %), баштоподібну грот-щоглу і масивну димову трубу. Загальний об'єм корабля досяг 25 000 м³.
Корпус корабля виконаний повністю зварним із сталей різних марок, але основним матеріалом була сталь марки СХЛ-4. Набір корпусу складається з 326 шпангоутів зі шпацією 500 мм. Корпус розділений 14 головними водонепроникними перебірками на 15 водонепроникних відсіків. На кораблі є три палуби (нижня, верхня і палуба бака) і три платформи — I, II і III (знизу вгору).
У носовій частині корпусу знизу розташований бульбовий обтічник гідроакустичної станції «Титан-2» з діаметром акустичної антени 2 метри. Під палубою баку знаходяться два якірних клюзи, біля них — датчики контактної станції виявлення підводних човнів в підводному положенні за радіаційним контрастом кільватерного сліду МІ-110Р та інфрачервона станція виявлення підводних човнів по тепловому контрасту кільватерного сліду МІ-110К. Позаду них на верхній палубі — такелажна комора, боцманська і шпильова. Перпендикулярно до діаметральної площини, на палубі полубаку встановлені дві реактивних бомбометних установки РБУ-6000, розділені спеціальним вертикальним екраном для взаємного захисту при стрільбі від полум'я реактивних глибинних бомб. За пусковими установками РБУ-6000 знаходиться носова пускова установка Б-192 універсального ЗРК «Шторм».

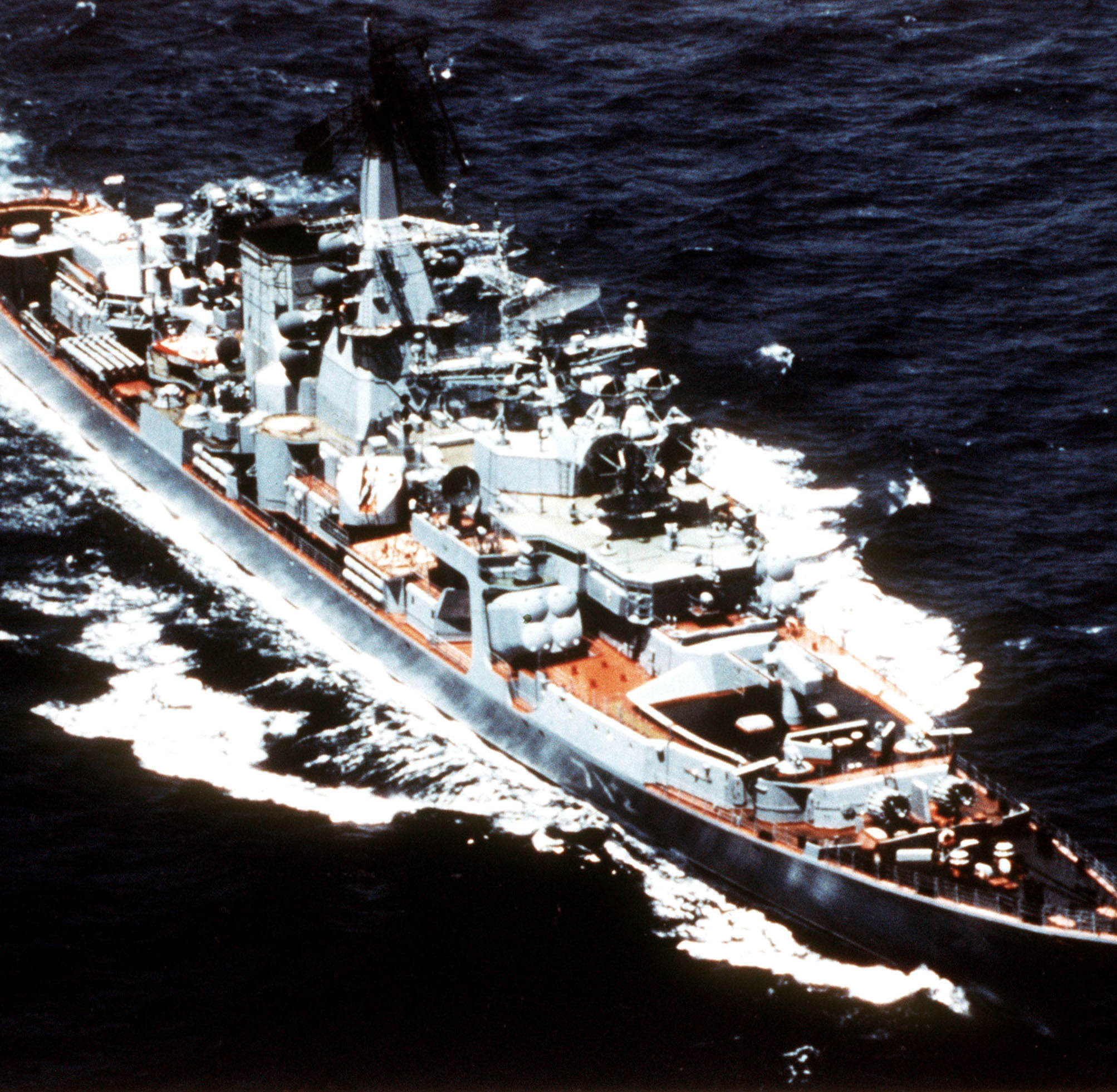
ВПК «Петропавловськ» (вигляд з повітря)

На верхній палубі, за шпильовою, розташовуються: кубрик на 45 місць, рубка гідроакустики, командний пост зв'язку і комплекс постів ДКП-КПКС, носова електростанція, кубрик на 23 місця, пости радіотехнічного озброєння, чотиримісна каюта мічманів, 14-місний кубрик, вертолітні комори, ангар, кают-компанія мічманів і, безпосередньо під злітно-посадковим майданчиком, приміщення ГАС «Вега» з підйомно-опускним пристроєм антени, що закривається з корми спеціальною кришкою з гідравлічним приводом. Там же знаходиться буксируваний акустичний охоронник корабля з пристроєм спуску і підйому. Під приміщенням гідроакустичної станції, у румпельному відділенні, розміщена стернова машина, а в ахтерпіку — боцманська комора.
На нижній палубі розміщені різні комори, пости ГАС і систем управління ЗРК, пости автоматизованої системи управління і стабілізації, погріб № 5 авіаційного боєзапасу з торпедами АТ-1, гасосховище. На другій платформі розташовані форпік, ланцюговий ящик, пости гідроакустики, погреби РГБ-60 і ЗУР В-611, комори, рефрижераторні машини, пости радіотехнічного озброєння. На першій платформі — пости ГАС і фундаменти двигунів ГТУ М5 носового машинного відділення з двома маршовими двигунами і двома газотурбінними генераторами ГТГ-12,5 і кормового машинного відділення з чотирма основними двигунами і одним ГТГ-6А. Між машинними відділеннями знаходиться відділення заспокоювачів хитавиці, а за кормовим машинним відділенням — кормове відділення газотурбогенераторів з двома ГТГ-12,5А.

#### Надбудова
Надбудова корабля займає більшу частину його довжини. У ній розташовані бойові пости різного призначення, секретна частина і канцелярія, пост носової аварійної партії, шахти газоходів носового і кормового машинних відділень. У кормовій частині надбудови по правому борту знаходиться рубка чергового по кораблю, поруч з нею — приміщення радіогідроакустичних буїв, каюти офіцерів, їдальня команди.
Під крилами містка ходової рубки, побортно, розміщено дві чотиритрубні пускові установки КТ-100 протичовнового комплексу «Раструб-Б». Починаючи з четвертого корпусу серії, на палубі надбудов, перед ходової рубкою, стали розміщувати рубку системи космічного зв'язку «Цунамі-БМ» і корабельного навігаційного комплексу «Штир-2М». У ході модернізації система «Цунамі-БМ» була встановлена і на ВПК «Керч». Над цією рубкою знаходяться 45-мм салютні гармати 21-КМ. Над ходовою рубкою розташовані антенні пости радіолокаційних станцій «Дон» і «Волга» (антенний пост другої РЛС «Волга» встановлений в верхній частині грот-щогли ззаду), там же, на спеціальному фундаменті, змонтований носовий антенний пост РЛС «Гром-М», а побортно від нього встановлені по одному стабілізованому посту телевізійної системи спостереження за ближньою надводною обстановкою МТ-45Н та оптичні перископічні візири головного командного пункту і ходової рубки. Далі в корму йде невелика надбудова бойових постів МР-310А з алюмінієво-магнієвого сплаву з чотириногою ґратчастою фок-щоглою з антеною трьохкоординатної радіолокаційної станції МР-310А у верхній її частині, а також антенним постом радіопеленгатора АРП-50Р. Під надбудовою бойових постів розміщені каюта командира корабля і каюта флагмана на одній палубі з ходовою і штурманською рубками. Побортно від фок-щогли розміщені антени РЛС МР-105 «Турель» для керування вогнем АУ АК-726. На палубі надбудов знаходяться також кают-компанія офіцерів і, поруч з нею, каюта старшого помічника командира. Позаду кают-компанії — шахта повітропроводів носового машинного відділення, за нею — приміщення газоходів, спереду від основи грот-щогли встановлені АУ АК-726.
Далі в корму в баштоподібній грот-щоглі на шести ярусах розміщувалися бойові пости радіотехнічного озброєння корабля. Починаючи з третього корпусу, на четвертому ярусі монтувався спеціальний майданчик під антенний пост станції радіолокаційної обстановки та управління засобами РЕБ «Кільце», але сама РЛС і її антенний пост були встановлені тільки на ВПК «Керч». На бічних стінках грот-щогли були розміщені характерні здвоєні кулясті антени станцій радіоелектронної боротьби МП-150 «Гурзуф-А» і «Гурзуф-Б», а на двох перших кораблях ще й станції радіотехнічної розвідки МРП-15-16М «Залив» і МРП-11-12, МРП-13-14.Топ грот-щогли вінчала антена РЛС МР-600 «Восход». Завдяки оригінальному підкріпленню під антенний пост РЛС МР-600 забезпечувалося створення інтенсивного повітряного потоку у верхній частині розташованої поруч газовідвідної труби, що, крім додаткового охолодження газів, створювало сприятливі температурні умови для роботи поруч розташованих антенних постів. Газоходи газотурбінної установки були виведені в єдину димову трубу, відокремлену від грот-щогли. Побортно від димової труби розташовувалися дві батареї по два шестиствольних 30-мм автомати АК-630 і РЛС МР-123 для управління їхньою стрільбою. У корму від димової труби знаходилися антенний пост другої РЛС «Гром-М» і кормова пускова установка Б-192 ЗРК «Шторм», а на палубі юту, побортно — два п'ятитрубні торпедних апарати ПТА-53-1134Б.
У кормовій частині надбудови розміщувався вертолітний ангар з пійомним дахом. На палубі юту, побортно від ангара, — РБУ-1000. Позаду надбудови — стартовий командний пункт вертольота і вертолітний злітно-посадковий майданчик.

### Енергетична установка

#### Головна енергетична установка
Головна енергетична установка (ГЕУ) кораблів проєкту 1134Б складалася з двох газотурбінних установок М5 (М5Е). Кожна установка складалася з двох основних двигунів, одного маршового і двох редукторів. У ГТУ М5 як основні, в той час форсажні, використовувалися газотурбінні нереверсивні двигуни ДО54, потужністю близько 18 000 к.с., а як маршовий — ДО61 реверсивний, потужністю до 6000 к.с. У ГТУ М5Е — відповідно два ДЕ59, потужністю до 22 500 к.с. кожний і ДО63 (9000 к.с.). У 1980-х роках планувалася заміна основних і маршових двигунів газотурбінної установки на нові, більш економічні і малошумні: основні — ДН59, потужністю до 22 500 к.с., температурою вихідних газів до 345° C і частотою обертання силової турбіни до 5300 об/хв, і маршові — ДС71 потужністю понад 8500 к.с., температурою вихідних газів 430° C, частотою обертання силової турбіни — 4750 об/хв. Через економічні проблеми заміни на нові двигуни були зроблені не на всіх кораблях серії.
До складу газотурбінної установки входив основний двоступінчастий реверсивний редуктор РБ54 переборного типу, здатний забезпечувати «спарку» основних двигунів і частоту обертання вала на виході в межах 280—300 об/хв. У момент роботи маршового двигуна при вимкнених основних, редуктор відключався завдяки використанню фрикційно-кулачкових муфт. Автономна робота маршового двигуна і спільна, в різних комбінаціях, з основними двигунами забезпечувалася двохшвидкісними триступінчастими нереверсивними редукторами маршового двигуна РО63 переборного типу. Оберти вала на виході: 1-ша швидкість — 180—220 об/хв, 2-га — 300 об/хв. На випробуваннях потужність головної енергетичної установки кораблів на повному передньому ходу була визначена в межах 86 700—102 800 к.с.
З метою зменшення теплового поля корабля були застосовані газоповітряні охолоджувачі і системи вприскування забортної води в струмінь газів над газоходами основних двигунів. На прийомі і вихлопі з головних турбозубчатих агрегатів і газотурбогенераторов були застосовані глушники.
Головна енергетична установка включала систему дистанційного автоматизованого управління головним турбозубчатим агрегатом «Тайфун» («Тайфун-Е»), систему захисту, сигналізації та блокування головних агрегатів М5 (М5Е) «Самум» («Самум-Е») і систему дистанційного централізованого контролю агрегатів М5 (М5Е) «Памір-2» («Памір-2М»). Управління та контроль за роботою головної енергетичної установки здійснювалися з поста енергетики та живучості за допомогою системи дистанційного автоматизованого управління. Розподіл потужностей ГЕУ на основні та маршові двигуни забезпечив раціональне завантаження газотурбінних двигунів на різних режимах ходу і знижувало питому витрату палива. Маршові двигуни групувалися в самостійні агрегати, що давало можливість встановити їх на підвісні платформи, чим різко знизити гідроакустичне поле корабля і рівень перешкод при роботі власних гідроакустичних засобів на пошукових швидкостях ходу. Ресурс основних двигунів становив 6000 годин роботи або шість років, маршових двигунів — 20 000 годин роботи або шість років.

#### Рушійно-стерновий комплекс
Стерновий комплекс складався з одного напівбалансирного стерна, стернової машини РЕГ-8-3 і апаратури авторульового «Альбатрос 22-11». Рушійний комплекс складався з двох бронзових чотирилопатевих малошумних гребних гвинтів. На початку 2000 року на «Керчі» після ремонту було встановлено нові п'ятилопатеві суперкавітаційні гвинти.

#### Електроенергетична установка
Електроенергетична установка корабля включала чотири газотурбогенератори ГТГ-12,5А, що мали приводний двигун ГТУ-12,5А з ресурсом 20 000 годин і генератор МСК-1560/1500 потужністю 1560 кВт, один газотурбогенератор ГТГ-6А або ГТГ-6І (для забезпечення роботи гідроакустичної станції в імпульсному режимі), що складався з приводного двигуна ГТУ-6А або ГТУ-6І з ресурсом 20 000 годин і генератора МСК-750/1500 потужністю 750 кВт. Усі агрегати електроенергетичної установки виробляли змінний трифазний струм напругою 400 В, частотою 50 Гц. Управління електроенергетикою здійснювалося через систему дистанційного автоматизованого управління електроенергетичної установкою «Ангара-Б».

### Якірний пристрій
До складу якірного пристрою кораблів проєкту 1134Б входили два чотирьохтонних станових якорі Холла, два якірні ланцюги калібром 46 мм, довжиною по 300—350 м і вагою 16 т, а також два електричних якірно-швартових шпилі ШЕ-29. Час повного вибирання ланцюга становив 18 хвилин. Максимальна глибина постановки на якір — 100 м (на «Талліні» — 120 м).

### Допоміжні системи та обладнання
Забезпечення корабля парою на стоянкових режимах здійснювалося двома допоміжними котлами КВВАІУ-6/5 загальної паропродуктивністю шість тонн пари на годину, при тиску 5 кг/см². Залежно від готовності корабля до бою та походу витрата палива на якірній стоянці становив 14,0-29,0 т на добу, котельної води — 4,0 т/добу, питної та води для миття — 12-15 т/добу.
Для управління автоматикою головних двигунів на кораблі монтувалися дві автоматизовані дизель-компресорні станції 18 ДКС9/400 продуктивністю по 18 л/хв і один електрокомпрессор марки ЕК7,5-2 продуктивністю 7,5 л/хв. Вперше на кораблях цього проєкту були встановлені новітні бромисто-літієві холодильні установки БМ-600 для системи кондиціонування повітря. Дві рефрижераторні камери МАК-15 обсягом 28,8 м³ забезпечували підтримку чотирьох режимів температур для зберігання різних видів провізії від +1° до −12° C. Дві опріснювальні установки марки П-3 мали продуктивність 25 т на добу.

### Корабельні запаси
У міждонному просторі між 27 і 311 шпангоутами розміщувалися 36 паливних цистерн, мастильна цистерна на 22 т і цистерна котельні води на 15 т. У кормовій частині міждонного простору знаходилося керосиносховище для вертольота на 21000 л авіаційного палива. Прісна вода розміщувалася в трьох цистернах на 22,6, 44,5 і 75,4 тонн відповідно.
|                         | «Миколаїв» | «Очаків» | «Керч» | «Азов» | «Петропавловськ» | «Ташкент» | «Таллін» |
| ----------------------- | ---------- | -------- | ------ | ------ | ---------------- | --------- | -------- |
| Запас палива повний     | 1830       | 1820     | 1820   | 1820   | 1830             | 1830      | 1830     |
| Запас палива найбільший | 2153       | 2054     | 2065   | 2065   | 2065             | 1918      | 1918     |
| Газотурбінне мастило    | 10,4       | 9,0      | 19     | 19     | 19               | 19        | 19       |
| Турбінне мастило        | 11,6       | 10       | 10     | 10     | 10               | 10        | 10       |
| Питна і мийна вода      | 144,5      | 145,0    | 145,0  | 145,0  | 145,0            | 145,0     | 145,0    |
| Котельна вода           | 14         | 14       | 14     | 14     | 14               | 14        | 14       |
| Авіаційний гас          | 16,8       | 16,8     | 16,8   | 16,8   | 16,8             | 16,8      | 16,8     |

Передача палива та постачання на ходу в морі здійснювалася за допомогою чотирьох канатних доріг, розташованих симетрично з правого і лівого бортів і дозволяють прийняти повний запас палива зі швидкістю 200 т/год за 3-4 години. Прийом води здійснювався зі швидкістю 20 т/год, прийом сухих вантажів — 5 т/год. Всього на кораблі було сім прийомних пристроїв палива діаметром 150—200 мм, два прийомних пристрої котельної води діаметром 50 мм і три прийомних пристрої питної води діаметром 50 мм. Кораблі проєкту також обладнувалися двома стрілами вантажопідйомністю по 3 т і двома переносними вантажними балками вантажопідйомністю по 250 кг.
Автономність становила 30 діб по запасах води і палива і 45 діб по запасах провізії.

### Екіпаж і умови населеності
Екіпаж корабля складався з 49–52 офіцерів, 62–64 мічманів і 311—319 членів старшинського і рядового складу.
Командир корабля і його старший помічник розміщувалися в окремих одномісних каютах, офіцери корабля — у п'яти одномісних блок-каютах (у тому числі двох «адміральських» з усіма зручностями), в двадцять одній двомісній каюті, в одній тримісній і одній чотиримісній каютах. Офіцерська кают-компанія мала 44 посадочних місця, кают-компанія мічманів — 32 місця. Мічмани і головні старшини розміщувалися в двох двомісних, чотирьох чотиримісних, двох п'ятимісних, в одній шестимісній каютах, а також у дев'яти- і десятимісних кубриках. Спальні місця були передбачені для 54 офіцерів і 64 мічманів. Старшинський і рядовий склад жили в 12 кубриках на 320 місць (від 15 до 54 осіб). Харчування старшинського і рядового складу здійснювалося в дві зміни в їдальні команди на 150 посадочних місць.
Медичне обслуговування на кораблі здійснювалося в медичному блоці, який включав операційний блок і амбулаторію з зуболікарським кріслом і обладнанням, лазарет на чотири ліжка, приймальню, стерилізаційну, ізолятор на два ліжка та медичні комори.

### Системи озброєння

#### Протичовнове озброєння
За проєктом на кораблі як головний протичовновий ударний комплекс встановлювався УРПК-3 «Мєтєль», прийнятий на озброєння в 1973 році. До складу комплексу входили дві чотирьохтрубні ненаводні нерухомі палубні пускові установки КТ-М-1134А або КТ-100 контейнерного типу, розташовані по бортах корабля під крилами ходового містка. Боєкомплект — вісім керованих протичовнових ракето-торпед 85Р калібру 533 мм з дальністю польоту ракети від 6 до 55 км і дальністю ходу самонавідною торпеди АТ-2У 8 км. Ракето-торпеди могли оснащуватися зарядом із звичайного вибухової речовини або ядерною боєголовкою. У 1980-ті роки при виконанні модернізації кораблів проєкту вони отримали новий, більш досконалий, універсальний ракетний комплекс УРК-5 «Раструб-Б».
Комплекс реактивно-бомбового зброї, встановлений на кораблі, призначався для знищення підводних човнів і атакувальних торпед противника. До нього входили дві носові дванадцятиствольні пускові установки РБУ-6000 «Смерч-2» і дві кормові шестиствольні пускові установки РБУ-1000 «Смерч-3». Боєзапас для РБУ-6000 налічував 144 212-мм 119,5-кг реактивних бомб РГБ-60, для РБУ-1000 — 60 300-мм 196-кг реактивних бомб РГБ-10.
Торпедне озброєння корабля призначалося для ураження підводних човнів противника в ближній зоні оборони і було представлене двома п'ятитрубними торпедними апаратами ПТА-53-1134Б, встановленими побортно на палубі полубаку, з сумарним боєзапасом десять торпед 53-65К і СЕТ-65. Стандартною комплектацією була наступна: шість (чотири) торпед 53-65 і чотири (шість) торпеди СЕТ-65.

#### Корабельна артилерія
Головний калібр на кораблях проєкту був представлений двома 76,2-мм двограрматними автоматичними артилерійськими установками АК-726 баштового типу і двома системами приладів управління стрільбою МР-105 «Турель». Артилерія головного калібру на кораблях призначалася для ведення артилерійського вогню по повітряних, надводних і берегових цілях. Боєзапас однієї АУ — 2400 пострілів, дальність стрільби по повітряних цілях — 13 км, по морським і береговим — 15,7 км.
Комплекс малокаліберної зенітної артилерії включав дві батареї 30-мм шестиствольних автоматизованих артилерійських установок АК-630 у складі чотирьох автоматів. Боєзапас одного шестиствольний автомата — 2000 пострілів. Максимальна дальність стрільби — 8100 м, досяжність по висоті — 5000 м.

#### Зенітно-ракетне озброєння
Для стрільби по повітряних і морських цілях кораблі проєкту 1134Б були озброєні універсальними зенітно-ракетними комплексами М-11 «Шторм» (згодом «Шторм-М» і «Шторм-Н»). Спеціально для цього проєкту була розроблена нова пускова установка Б-192 конвеєрного типу, що дозволило збільшити боєзапас зенітних керованих ракет до 80 одиниць. Пускові установки ЗРК «Шторм» розташовувалися в діаметральній площині корабля: одна в носовій і одна в кормовій частинах на палубі надбудови. Кожна з пускових установок являла собою спарену стабілізовану установку тумбового типу з нижньої підвіскою ракет на напрямних балках. Наступні модернізації комплексу («Шторм-М», 1972; «Шторм-Н», 1980) дозволили знизити нижню межу зони ураження і забезпечили можливість стрільби навздогін і по маневрених цілях, а «Шторм-Н» забезпечив і можливість стрільби по протикорабельних ракетах.
Для ураження повітряних і морських цілей на малій дальності був призначений ЗРК «Оса-М», що встановлювався на кораблях проєкту у складі двох комплексів побортно. Скорострільність ЗРК по повітряних цілях — 2 постріли на хвилину, по надводних — 2,8. Зона ураження: по дальності від 1,5 до 10 км, по висоті — 0,05-5,0 км.

#### Авіагрупа
У палубному кормовому ангарі розмірами 12,5×4,8×5,5 м забезпечувалося постійне базування одного вертольота Ка-25. В ангарі був пристрій для підйому-опускання вертольота — підйомник (ліфт) ПВН-9000/2. Злітно-посадковий майданчик (ЗПС) розмірами 11,5×10 м зі світлотехнічним обладнанням. Мався стартовий командний пункт вертольота з планшетом повітряної та надводної обстановки. Вертолітний майданчик був обладнаний системами ближньої навігації і посадки вертольота, радіопріводом Р-653. Кораблі проєкту були укомплектовані також системами технічного обслуговування вертольота.
Боєкомплект авіаційного озброєння включав: п'ять — шість авіаційних торпед, чотири бомби ПЛАБ-250-120, вісім бомб ПЛАБ-50, два спецвироби РЮ-2 (ядерні глибинні бомби), 54-72 РГБ-НМ «Чинара» (або «Жетон»), 15 «Поплавок-1А», по десять штук орієнтирних авіаційних морських бомб ОМАБ-25-12Д і ОМАБ-25-8Н.

#### Радіотехнічне озброєння і зв'язок
Кораблі проєкту 1134Б відрізнялися високою насиченістю радіотехнічного озброєння і мали 22 основних антенних пости. Обсяг радіотехнічного озброєння і систем управління зброєю займав 59 % всього обсягу встановленого озброєння.
На кораблі була встановлена трикоординатна радіолокаційна станція далекого виявлення МР-600 «Восход» з дальністю виявлення повітряних цілей 500 км (низколетячих — 50 км), морських цілей — 50 км. Навігаційні РЛС «Волга» і «Дон» 3-см діапазону могли виявляти надводні цілі на дальності до 30 км, повітряні — на дальності до 50 км.
На кораблях проєкту 1134Б як основна гідроакустична станція встановлювалася підкільна станція освітлення підводної обстановки МГ-332 «Титан-2» (МГ-332Т «Титан-2Т»), вмонтована в носовому бульбоподібному обтічнику. Крім подкільної ГАС, кораблі проєкту озброювалися буксируваною гідроакустичною станцією МГ-325 «Вега» з глибиною опускання антени до 100 м і дистанцією виявлення в межах 2-25 км (реально до 15 км). Як ГАС підводного зв'язку та розпізнавання на кораблі встановлювалася станція МГ-26 «Хоста».
Засоби радіозв'язку на кораблях проєкту були представлені шістьма радіопередавачами, чотирнадцятьма радіоприймачами, тринадцятьма короткохвильовими і УКХ прийомо-передавачами. Кораблі укомплектовувалися засобами космічного зв'язку Р-790 «Цунамі». Засоби зорового зв'язку включали світлосигнальні прилади й прожектори: два МСНП-250М, два МСНП-125 і два МСЛ-Л45/2. «Беркути-Б» обладналися також бінокулярними перископічними візирами ВПБ-454 і ВПБ-451 (по два комплекти).

## Експлуатація

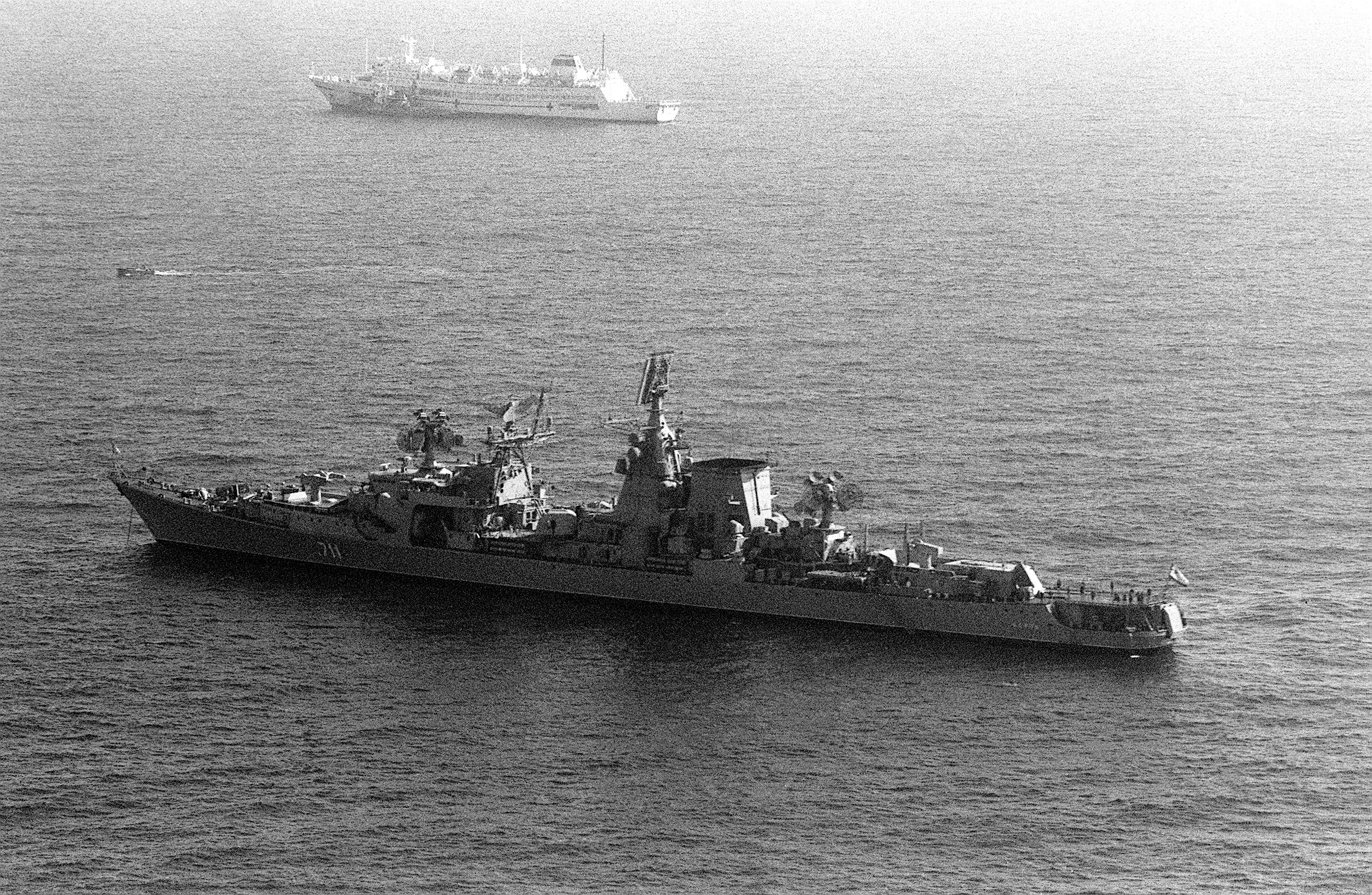
«Керч» на бойовій службі в Середземному морі

Після введення в склад ВМФ СРСР великі протичовнові кораблі проєкту 1134Б були розподілені по флотам наступним чином: «Миколаїв», «Очаків», «Керч», «Азов» — на Чорноморський флот; «Петропавловськ», «Ташкент», «Таллінн» — на Тихоокеанський. Пізніше, у 1982 році, на ТОФ був переведений і «Миколаїв».
В цілому кораблі досить активно використовувалися: брали участь у навчаннях, несли бойову службу і наносили візити в іноземні порти. З кінця XX століття, через відсутність судноремонтної бази і недостатнє фінансування ВМФ, більшість кораблів проєкту 1135Б, не вислуживши втановлені терміни експлуатації, були виключені зі складу флоту. Станом на 2013 рік у складі ВМФ Росії залишився єдиний корабель проєкту — ВПК «Керч» (Чорноморський флот).

## Порівняльна оцінка проєкту
Для 1970-х років кораблі 1134Б проєкту вважалися найкращими радянськими протичовновими кораблями, що мали більшу бойову ефективність, ніж будь-який з їх попередників, найвищу енергоозброєність, великі запаси палива та боєзапасу, високу автономність і швидкість ходу, потужне озброєння і радіотехнічне обладнання, а також добру (за радянськими мірками) населеність: внутрішні приміщення мали зручне розташування, а місця проживання екіпажу вперше отримали архітектурно-художнє оформлення. Кораблі проєкту 1134Б мали стрімкий силует і ефектний зовнішній вигляд; в них були втілені багато досягнень радянської науки, кораблебудування і оборонної промисловості. У іноземній літературі їх зараховували до класу легких крейсерів з керованою ракетною зброєю (CLG, до 1975 року) , а після 1975-го — до класу ракетних крейсерів (CG) . Частка маси бойових засобів (озброєння та боєзапас) при стандартній водотоннажності на кораблях проєкту 1134Б досягла найвищої величини для кораблів цього класу.
| Порівняльні ТТХ крейсерів з керованою ракетною зброєю середини 1960-х — 1970-х років    |                                      |                                      |                                                      |                                                      |                                      |                                            |                                            |
|                                                                                         | «Белкнап»                            | «Тракстан»                           | «Каліфорнія»                                         | «Вірджинія»                                          | «Вітторіо Венето»                    | «Каунті»                                   | «Брістоль»                                 |
| Кількість кораблів у серії                                                              | 9                                    | 1                                    | 2                                                    | 4                                                    | 1                                    | 8                                          | 1                                          |
| Водотоннажність, стандартна/повна, т                                                    | 6570/7890 або 7930                   | 8200/8927 або 9200                   | — /10150                                             | — /11000                                             | 7500 або 8000/8850                   | 5200/6200 або 6800                         | 5650/6750 або 7700                         |
| Головні розміри, м (найбільші)                                                          | 166,7×16,7×8,7                       | 171,9×17,7×9,4                       | 181,7×18,6×6,3                                       | 178,3×19,2×6,4                                       | 179,6×19,4×5,2                       | 158,7×16,5×6,1                             | 154,5×16,8×6,9                             |
| Тип енергетичної установки, потужність, к.с.                                            | паротурбінна, 85000                  | ядерна, 60000                        | ядерна, 60000                                        | ядерна, 60000                                        | паротурбінна, 73000                  | паро/газотурбінна, 30000+30000             | паро/газотурбінна, 30000+44000             |
| Максимальна швидкість, вуз.                                                             | 34                                   | 30                                   | 30                                                   | 30                                                   | 32                                   | 30                                         | 30-32                                      |
| Дальність плавання (в морських милях) на швидкості, вузлів                              | 8000/20                              | 400 000/20                           | практично не обмежена                                | практично не обмежена                                | 6000/20                              | 3500/28                                    | 5000/18                                    |
| Ракетне озброєння, кількість пускових установок × кількість напрямних (кількість ракет) | 1×2 ЗРК Terrier / ПЧРК ASROC (40/20) | 1×2 ЗРК Terrier / ПЧРК ASROC (40/20) | 1×2 ЗРК Tartar (40 Standart MR), 1×8 ПЧРК ASROC (24) | 2×2 ЗРК Tartar / ПЧРК ASROC (66 Standart MR і ASROC) | 1×2 ЗРК Terrier / ПЧРК ASROC (40/20) | 1×2 ЗРК Sea slug (30), 2×4 ЗРК Seacat (32) | 1×2 ЗРК Sea Dart (40), 1×1 ПЧРК Ikara (32) |
| Артилерійське озброєння                                                                 | 1×1 127-мм/54, 2×1 76-мм/50          | 1×1 127-мм/54, 2×1 76-мм/50          | 2×1 127-мм/54                                        | 2×1 127-мм/54                                        | 8×1 76-мм/62                         | 2×2 114-мм/45, 2×1 20-мм                   | 1×1 114-мм/55                              |
| Торпедне озброєння                                                                      | 2×2 533-мм ТА, 2×3 324-мм ТА         | 2×2 533-мм ТА, 2×3 324-мм ТА         | 2×3 324-мм ТА                                        | 2×3 324-мм ТА                                        | 2×3 324-мм ТА                        | —                                          | бомбомет Limbo                             |
| Авіаційне озброєння                                                                     | —                                    | —                                    | тільки майданчик                                     | 1 вертоліт                                           | 6-9 вертольотів                      | 1 вертоліт                                 | —                                          |
| Екіпаж                                                                                  | 388—395                              | 479—490                              | 533—550                                              | 519                                                  | 550                                  | 440—471                                    | 407—433                                    |

На думку деяких фахівців, ці кораблі мали ряд суттєвих недоліків, які проявилися протягом тридцятирічної експлуатації, хоча не всі з них були очевидні у момент створення нового проєкту. Незважаючи на наявні недоліки, за сукупністю бойових якостей кораблі проєкту 1134Б не тільки не поступалися іноземним аналогам, але і за багатьма показниками їх перевершували.